# Таутенбург
Таутенбург (нем. Tautenburg) — община в Германии, в земле Тюрингия. 
Входит в состав района Заале-Хольцланд. Подчиняется управлению Дорнбург-Камбург.  Население составляет 310 человек (на 31 декабря 2010 года). Занимает площадь 12,71 км².
Коммуна подразделяется на 15 сельских округов.

## Тюрингская обсерватория Таутенбурга
Город знаменит своей обсерваторией им. Карла Шварцшильда. В ней, в частности, в 1990-м году был открыт астероид 8661 Ratzinger, названный в честь немецкого богослова Йозефа Ратцингера, впоследствии ставшего Папой Бенедиктом XVI.